# Adam Wilhelm Ekelund

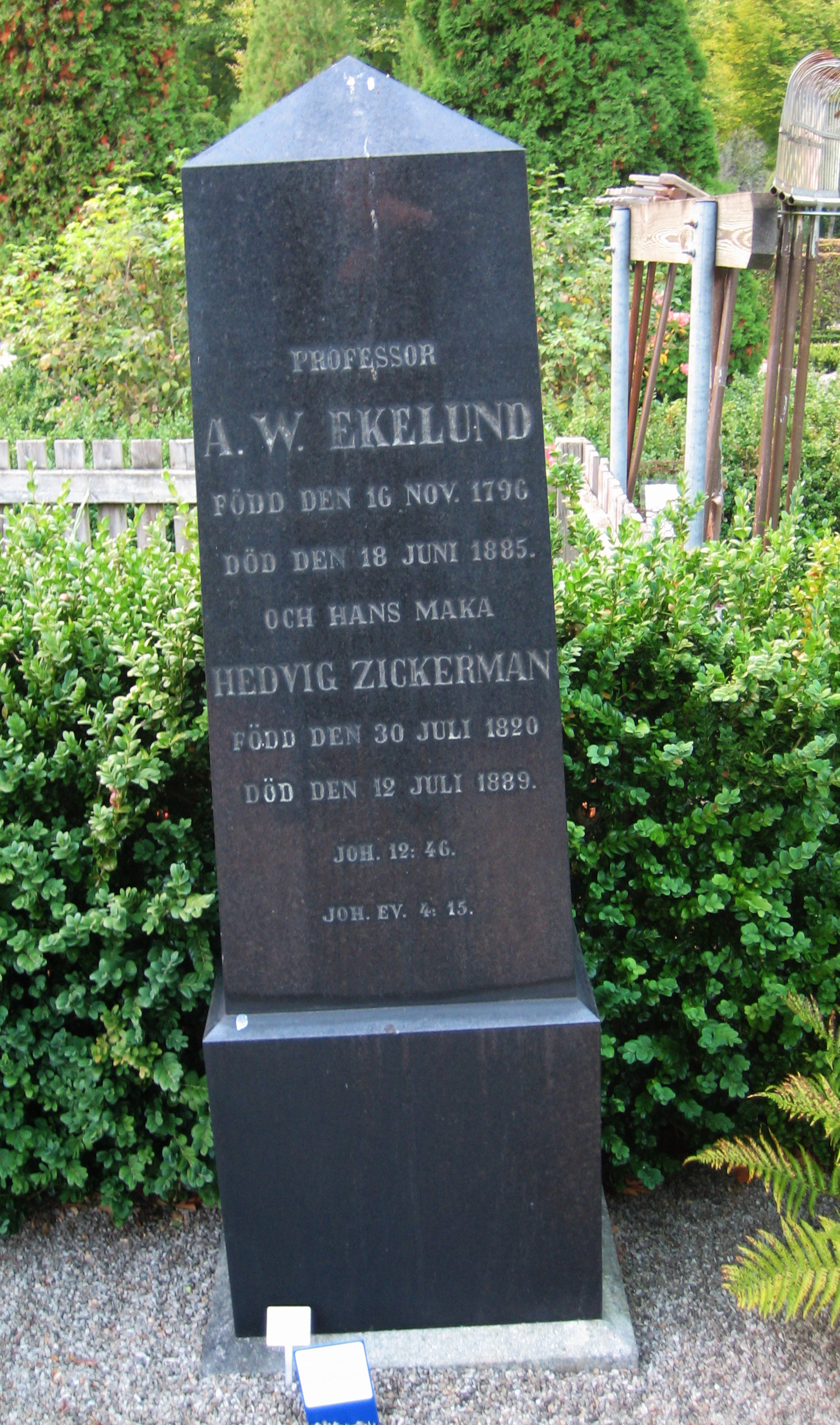
Adam Wilhelm Ekelunds grav på Norra kyrkogården i Lund.

Adam Wilhelm Ekelund, född den 16 november 1796 i Alseda socken, Jönköpings län, död 18 juni 1885 i Lund, var en svensk fysiker.

## Biografi
Ekelund blev 1820 filosofie magister vid Lunds universitet, där han först ägnade sig åt matematik, blev 1821 docent i matematik och 1824 adjunkt i samma ämne. Han var 1824-1830 tillförordnad professor i samma ämne vid nämnda universitet. Då en professur i fysik inrättades i Lund 1833, blev Ekelund förordnad att upprätthålla den och var åren 1839-1874 den första ordinarie innevaren av denna professur. 1847-48 var han rektor för universitetet. Han blev ledamot av Vetenskapsakademien 1834. Bland hans skrifter märks Lärobok i mekaniken (första delen, Statik, 1838) och Lärobok i fysik (1878).
Efter 1861 åtnjöt Ekelund på grund av blindhet ständig tjänstledighet och erhöll avsked 1874.
Han var gift med Hedvig Zickerman (1820–89) och var far respektive svärfar till Lilly och August Quennerstedt. Makarna Ekelund är begravda på Norra kyrkogården i Lund.